# 10 فبراير
- السبت
- الأحد
- الاثنين
- الثلاثاء
- الأربعاء
- الخميس
- الجمعة

- 12 شعبان 1446  هـ
- 23 شعبان 1446  هـ
- 34 شعبان 1446  هـ
- 45 شعبان 1446  هـ
- 56 شعبان 1446  هـ
- 67 شعبان 1446  هـ
- 78 شعبان 1446  هـ
- 89 شعبان 1446  هـ
- 910 شعبان 1446  هـ
- 1011 شعبان 1446  هـ
- 1112 شعبان 1446  هـ
- 1213 شعبان 1446  هـ
- 1314 شعبان 1446  هـ
- 1415 شعبان 1446  هـ
- 1516 شعبان 1446  هـ
- 1617 شعبان 1446  هـ
- 1718 شعبان 1446  هـ
- 1819 شعبان 1446  هـ
- 1920 شعبان 1446  هـ
- 2021 شعبان 1446  هـ
- 2122 شعبان 1446  هـ
- 2223 شعبان 1446  هـ
- 2324 شعبان 1446  هـ
- 2425 شعبان 1446  هـ
- 2526 شعبان 1446  هـ
- 2627 شعبان 1446  هـ
- 2728 شعبان 1446  هـ
- 2829 شعبان 1446  هـ

10 فبراير أو 10 شُباط أو يوم 10 \ 2 (اليوم العاشر من الشهر الثاني) هو اليوم الحادي والأربعون (41) من السنة وفقًا للتقويم الميلادي الغربي (الغريغوري). يبقى بعده 324 يومًا لانتهاء السنة، أو 325 يومًا في السنوات الكبيسة.

## أحداث
- 1258 - سقوط بغداد في أيدي المغول، وانتهاء الخلافة العباسية.
- 1863 - المخترع الأمريكي آلانسون كراني يحصل على براءة اختراع أول جهاز لإطفاء الحرائق في الولايات المتحدة.
- 1927 - تأسيس العصبة المناهضة للإمبريالية والاستعمار في بروكسل ببلجيكا.
- 1931 - نيودلهي تصبح عاصمة الهند.
- 1932 - سعيد بن تيمور يتولى حكم عمان ومسقط بعد تنحي أبيه تيمور بن فيصل.
- 1934 - سفينة تقل يهود مهاجرين تكسر الحظر الذي فرضته سلطة الانتداب البريطاني على الهجرة اليهودية إلى فلسطين.
- 1943 - الزعيم الجزائري فرحات عباس يصدر بيانًا للشعب، ويعد هذا البيان النص المرجعي لثورة التحرير الجزائرية والتي انتهت باستقلال الجزائر.
- 1964 - الرئيس العراقي عبد السلام عارف يتفق مع الزعيم الكردي مصطفى البارزاني على وقف إطلاق النار ومنح الأكراد حكم ذاتي في شمال العراق.
- 1972 - انضمام إمارة رأس الخيمة إلى اتحاد الإمارات العربية المتحدة.
- 1982 - تأسيس الحزب الشيوعي الفلسطيني في الضفة الغربية وقطاع غزة والشتات، وتغير اسم الحزب لاحقًا ليكون حزب الشعب الفلسطيني.
- 2008 - منتخب مصر لكرة القدم يحصد كأس الأمم الأفريقية السادسة والعشرون المقامة في غانا للمرة السادسة في تاريخة.
- 2009 - الإسرائيليون يتوجهون لصناديق الاقتراع في انتخابات الكنيست المبكرة والتي أتت بعد فشل زعيمة حزب كاديما تسيبي ليفني بتشكيل الحكومة بعد استقاله حكومة إيهود أولمرت.
- 2011 - الرئيس المصري محمد حسني مبارك يعلن في خطاب وجهه للشعب عن تفويضه لصلاحياته لنائبه عمر سليمان، وتعديل خمسة مواد دستورية وإلغاء مادة سادسة من الدستور، وتقديم اعتذار لأسر ضحايا الاحتجاجات الشعبية.
- 2015 - مقتل ثلاث شباب مسلمين من عائلة واحدة داخل منزلهم في أحد الأحياء الهادئة في تشابل هيل، كارولاينا الشمالية في الولايات المتحدة.
- 2016 - كوريا الجنوبية تقرر وقف تشغيل مجمع كايسونغ الصناعي المشترك مع كوريا الشمالية ردًّا على إطلاق كوانغ ميونغ سونغ-4.
- 2018 - إسرائيل تشن هجومًا على أهداف عسكرية في سوريا والدفاع الجوي السوري يسقط مقاتلة إسرائيلية.
- 2021 - وصول مسبار الأمل الإماراتي ومسبار تيان وين-1 الصيني إلى المريخ يومي 9 و10 فبراير على التوالي.
- 2024 - منتخب قطر لكرة القدم يتوج بلقب كأس آسيا 2023 بعد فوزه في النهائي على نظيره الأردني بنتيجة 3-1.

## مواليد
- 1785 - نافيير، عالم فيزياء فرنسي.
- 1890 -
  - بوريس باسترناك، كاتب وشاعر روسي حاصل على جائزة نوبل في الأدب عام 1958.
  - فانيا كابلان، ثورية روسية.
- 1894 - هارولد ماكميلان، رئيس وزراء المملكة المتحدة.
- 1897 - جون إندرز، طبيب أمريكي حاصل على جائزة نوبل في الطب عام 1954.
- 1898 - برتولت بريشت، كاتب مسرحي وشاعر ألماني.
- 1899 - جودت صوناي، رئيس تركيا.
- 1902 - والتر براتين، عالم فيزياء أمريكي حاصل على جائزة نوبل في الفيزياء عام 1956.
- 1910 - دومينيك بير، رجل دين بلجيكي حاصل على جائزة نوبل للسلام عام 1958.
- 1923 - نعيمة وصفي، ممثلة مصرية.
- 1931 - توماس برنهارد، أديب نمساوي.
- 1935 - ميروسلاف بلاجيفيتش، مدرب كرة قدم بوسني.
- 1939 - أحمد طه ريان، فقيه أزهري مالكي مصري.
- 1949 - عبد الجبار كاظم، ممثل عراقي.
- 1950 - لويس كلسيو، سياسي مكسيكي.
- 1954 - إلسي فرنيني، ممثلة لبنانية.
- 1956 - سعود بن صقر القاسمي، حاكم إمارة رأس الخيمة.
- 1960 - عبد الرحمن السديس، قارئ قرآن سعودي وإمام الحرم المكي.
- 1967 - لورا ديرن، ممثلة أمريكية.
- 1970 - نور الدين النيبت، لاعب كرة قدم مغربي.
- 1971 -
  - دعيج الخليفة الصباح، شاعر كويتي.
  - نايف الراشد، ممثل كويتي.
- 1976 - كيلي هاويس، ممثلة إنجليزية.
- 1977 - ساليف دياو، لاعب كرة قدم سنغالي.
- 1980 - إنزو ماريسكا، لاعب كرة قدم إيطالي.
- 1981 - أندرو جونسون، لاعب كرة قدم إنجليزي.
- 1982 -
  - حصة اللوغاني، إعلامية كويتية.
  - حمد الطيار، لاعب كرة قدم كويتي.
- 1986 - فيكتور ترويسكي، لاعب كرة مضرب صربي.
- 1991 - إيما روبرتس، ممثلة أمريكية.

## وفيات
- 1162 - بالدوين الثالث، ملك بيت المقدس.
- 1755 - مونتسكيو، فيلسوف فرنسي.
- 1837 - ألكسندر بوشكين، شاعر روسي.
- 1865 - هنريش لنز، عالم فيزياء ألماني.
- 1868 - ديفيد بروستر، عالم فيزياء اسكتلندي
- 1908 - مصطفى كامل، زعيم مصري.
- 1917 - محمد أبو عز الدين، قاضي وكاتب لبناني.
- 1918 -
  - عبد الحميد الثاني، السلطان العثماني الخامس والثلاثون.
  - إرنيستو تيودورو مونيتا، صحفي وناشط سلام إيطالي حاصل على جائزة نوبل للسلام عام 1907.
- 1923 - فيلهلم كونراد رونتغن، عالم فيزياء ألماني حاصل على جائزة نوبل في الفيزياء عام 1901.
- 1960 - سعيد تقي الدين، كاتب قصصي ومسرحي وصحفي لبناني.
- 1983 - أنيس ملحم جابر، صحفي ومحامي وكاتب لبناني.
- 1985 - محمد صالح شمسة، شاعر عراقي.
- 1992 - أليكس هيلي، كاتب أمريكي.
- 2002 - تراودل يونغه، سكرتيرة أدولف هتلر.
- 2005 - أرثر ميلر، روائي مسرحي أمريكي.
- 2007 - طلال سدر سياسي فلسطيني.
- 2010 - تشارلز ويلسون، سياسي أمريكي.
- 2011 - سعد الدين الشاذلي، عسكري مصري.
- 2012 - إبراهيم الفقي، خبير مصري في التنمية البشرية والبرمجة اللغوية العصبية.
- 2022 - صالح العجيري، عالم فلك كويتي.

## أعياد ومناسبات
- اليوم الوطني لإحياء ذكرى المذابح في إستريا ودالماسيا في إيطاليا.
- اليوم العالمي للنمر العربي.

## وصلات خارجية
- وكالة الأنباء القطريَّة: حدث في مثل هذا اليوم.
- النيويورك تايمز: حدث في مثل هذا اليوم.
- BBC: حدث في مثل هذا اليوم.